# Comuna Harmanivka, Kompaniivka
Harmanivka (în ucraineană Гарманівка) este o comună în raionul Kompaniivka, regiunea Kirovohrad, Ucraina, formată din satele Harmanivka (reședința), Obertasove, Semenivka, Trudoliubivka și Vileanivka.

## Demografie
Componența lingvistică a comunei Harmanivka
     Ucraineană (93,12%)
     Română (4,71%)
     Rusă (1,69%)
     Alte limbi (0,24%)
Conform recensământului din 2001, majoritatea populației comunei Harmanivka era vorbitoare de ucraineană (93,12%), existând în minoritate și vorbitori de română (4,71%) și rusă (1,69%).